# Claude d’Apchon

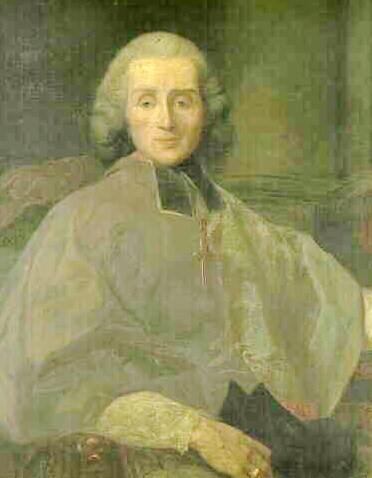
Claude d’Apchon

Claude d’Apchon (* 1721 in Montbrison; † 21. Mai 1783 in Paris) war ein französischer Bischof.

## Leben
Claude Marc-Antoine de Saint-Germain d'Apchon de Corgenon wurde 1721 in Montbrison im heutigen Département Loire als Spross einer Familie des Militäradels geboren. Er besuchte das Jesuitenkolleg in Lyon und trat als Novize in die Gesellschaft Jesu ein, schlug dann aber zunächst eine militärische Laufbahn ein. 1747 wurde er zum Priester geweiht, wurde Generalvikar des Bischofs Claude Bouhier von Dijon und Dekan der Chapelle-aux-Riches. 1755 zum Bischof von Dijon ernannt, empfing er am 19. Oktober in der Kirche der Grands-Augustins in Paris durch Kardinal Rochefoucauld die Weihe – gemeinsam mit Bischof Tressemanes von Glandèves.
Bischof d’Apchon unterstützte 1762 so gut er konnte die Jesuiten und beschwichtigte 1774 einen durch die Hungersnot verursachten Aufstand. 1776 zum Erzbischof von Auch befördert, wechselte er dorthin und setzte die Arbeit seines Vorgängers fort. Als die Gascogne von einer Tierseuche heimgesucht wurde, setzte er sich persönlich für die notleidende Bevölkerung ein. Unter Einsatz seines eigenen Lebens soll er zwei Kinder aus einem brennenden Haus gerettet haben.
Am 17. Dezember 1763 zum Kommendatarabt der Zisterzienserabtei Preuilly ernannt, behielt er dieses Benefizium bis zu seinem Tod.
Er starb 1783 in Paris, wohin er sich zur medizinischen Behandlung begeben hatte.